# Amber Wuring
Amber Wuring (10 februari 1998) is een Nederlands voetbalster die uitkomt voor VV Alkmaar in de Eredivisie.

## Carrièrestatistieken
| Seizoen                          | Club            | Land            | Competitie      | Competitie | Competitie | Beker | Beker | Internationaal | Internationaal | Overig | Overig | Totaal | Totaal |
| Seizoen                          | Club            | Land            | Competitie      | Wed.       | Dlp.       | Wed.  | Dlp.  | Wed.           | Dlp.           | Wed.   | Dlp.   | Wed.   | Dlp.   |
| -------------------------------- | --------------- | --------------- | --------------- | ---------- | ---------- | ----- | ----- | -------------- | -------------- | ------ | ------ | ------ | ------ |
| 2015/16                          | SC Telstar VVNH | Nederland       | Eredivisie      | 3          | 0          | 0     | 0     | –              | –              | –      | –      | 3      | 0      |
| 2016/17                          | SC Telstar VVNH | Nederland       | Eredivisie      | 11         | 0          | 0     | 0     | –              | –              | –      | –      | 11     | 0      |
| 2017/18                          | VV Alkmaar      | Nederland       | Eredivisie      | 1          | 0          | 0     | 0     | –              | –              | –      | –      | 1      | 0      |
| Carrière totaal                  | Carrière totaal | Carrière totaal | Carrière totaal | 15         | 0          | 0     | 0     | 0              | 0              | 0      | 0      | 15     | 0      |
| Bijgewerkt tot 30 september 2017 |                 |                 |                 |            |            |       |       |                |                |        |        |        |        |